# (466864) 2015 BG390
(466864) 2015 BG390 es un asteroide perteneciente al cinturón de asteroides, descubierto el 10 de enero de 2006 por el equipo Spacewatch desde el Observatorio Nacional de Kitt Peak (Arizona, Estados Unidos).